# 에른스트 모리츠 헤스
에른스트 모리츠 헤스(Ernst Moritz Hess, 1890년 3월 20일 – 1983년 9월 14일)는 세례를 받은 독일 유대인으로 제1차 세계 대전 중 독일 제국군에서 복무했다. 그는 전쟁 중 아돌프 히틀러가 복무했던 바이에른 예비 보병연대 16의 중대를 지휘했다. 전간기에는 판사로 일했으나, 1935년 나치에 의해 뉘른베르크법이 통과되면서 어머니가 유대인이었기 때문에 개신교로 세례를 받았음에도 불구하고 "순혈 유대인"으로 분류되어 강제로 직위에서 해고되었다.
그는 나치의 박해를 피해 가족과 함께 이탈리아 볼차노로 이주했지만, 결국 독일로 돌아올 수밖에 없었다. 그러나 히틀러의 옛 전우였기 때문에 잠시 동안 보호와 특권을 누렸다. 하지만 1941년 그의 특권은 박탈되었고, 그는 남은 전쟁 기간 동안 강제 노동자로 살았다. 그의 여동생은 아우슈비츠에서 살해당했지만, 그의 어머니는 1945년에 스위스로 탈출할 수 있었다. 전쟁 후 그는 철도 관리 분야에서 새로운 경력을 시작했으며, 독일연방철도에 대한 공로로 독일연방공화국 공로장을 받았다.

## 초기 생애 및 전쟁 복무

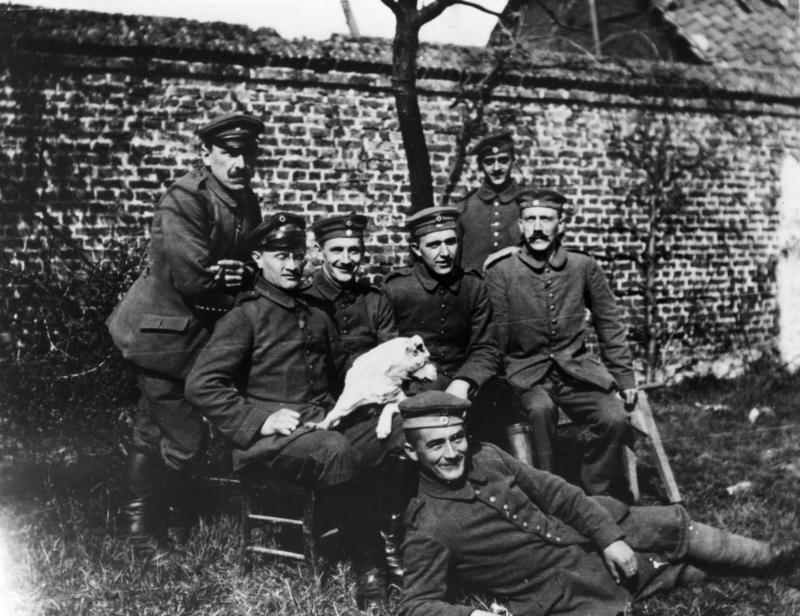
아돌프 히틀러(앉은 자세, 오른쪽)와 바이에른 예비 보병연대 16 (리스트 연대 1중대) 전우들

당시 프로이센 왕국의 라인주에 속했던 겔젠키르헨에서 태어난 헤스는 제1차 세계 대전 이전에 뒤셀도르프에 살았다. 그의 아버지 율리우스는 변호사였고 어머니 엘리자베스는 베츨레어의 유대인 은행가 집안 출신이었다. 어머니 쪽으로 유대인 혈통이었음에도 불구하고 그는 개신교 신자로 세례를 받고 자랐다.
전쟁이 발발하자 그는 2차 왕립 바이에른 예비 보병대에 장교로 입대하여 플란데런 전선에 배치되었고, 1914년 10월 심각한 부상을 입었다. 히틀러는 같은 연대에서 병장으로 복무했으며, 1916년 여름, 헤스는 잠시 히틀러의 상관이 되었다. 다음 해 10월 그는 또 다른 심각한 부상을 입고 독일로 보내져 회복했다. 헤스는 군인으로서 높이 평가받았으며, 여러 차례 훈장을 받았는데, 철십자 1급 및 2급과 바이에른 군사 공로 훈장을 받았다. 1918년 그는 소위로 진급했으며, 1934년에는 1914/1918년 세계대전 명예 십자훈장을 받았다.
전쟁 후 헤스는 뒤셀도르프에서 판사가 되었고, 그곳에서 아내 마르가레테와 딸 우르술라와 함께 살았다. 히틀러의 부상은 헤스와 그의 연대 동료들에게 놀라움으로 다가왔다. 미래의 독재자는 군 생활 동안 거의 눈에 띄지 않는 인물이었고, 연대 내에 진정한 친구도 없었으며 다른 사람들과의 개인적인 교류도 거의 없었다. 헤스는 히틀러를 "완전한 무명인"으로 여겼고, 히틀러가 그의 전우 중 한 명이었다는 사실에 놀라움을 표하며 "뭐, 히틀러? 그가 우리 부대에 있었다고? 우리는 그를 전혀 알아채지 못했다."라고 말했다.

## 차별과 망명

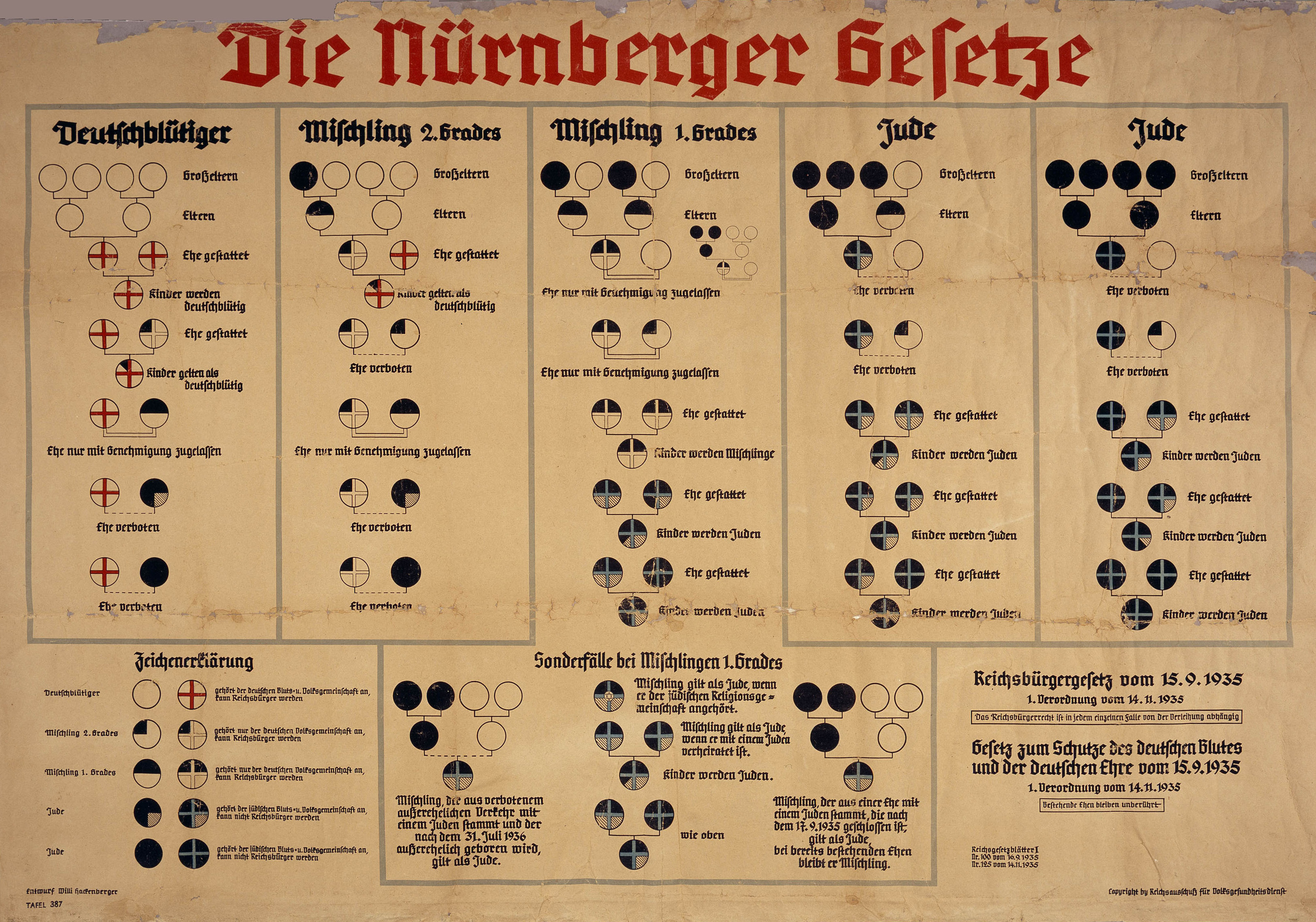
뉘른베르크법에 기반한 인종 분류표. 헤스는 "순혈 유대인"(오른쪽 열)으로 분류되었고, 그의 딸은 "(혼혈인) 1급"(가운데 열)으로 분류되었다.

히틀러의 집권은 유대인의 공무원직을 금지하는 일련의 반유대주의 법률 통과로 이어졌다. 헤스는 개신교 신자였지만, 이 법률은 그에게 네 명의 유대인 조부모가 있었기 때문에 그를 "순혈 유대인"으로 정의했다. 1933년 4월, 많은 유대인을 공공 서비스에서 금지하는 "전문 공무원 복원법"이 통과되었다. 헤스는 그의 전쟁 복무 결과로 행사할 수 있었던 "전선 전투원 특권"(Frontkämpferprivileg) 덕분에 유대인에 대한 첫 번째 숙청에서 살아남았다. 전선 전투원 특권은 힌덴부르크 국가대통령이 히틀러에게 유대인 참전 용사들이 국가 고용에서 해고되는 것에 항의한 후 제정되었다. 전쟁의 최전선에서 복무했음을 증명할 수 있는 사람들은 전선 전투원 특권을 행사하여 직장을 유지할 수 있었다.
그러나 1935년 가을 뉘른베르크법은 이 특권을 철회하고 공무원직에 대한 유대인 전면 금지를 제정했다. 헤스는 1936년 초 판사직을 떠나야 했고, 그 해 가을 집 밖에서 나치 지지자들에게 폭행당한 후 뒤셀도르프를 떠날 수밖에 없었다. 그는 가족과 함께 부퍼탈로 이주했고, 1937년 10월 이탈리아의 독일어 사용 지역인 볼차노도 볼차노로 이주하여 11세 된 딸의 독일어 교육을 계속할 수 있었다.
헤스는 자신과 "(혼혈인) 1급"으로 분류된 딸을 위해 히틀러에게 예외를 요청하여 인종 분류의 영향을 줄이려 했다. 1936년 6월에 보낸 편지에서 헤스는 자신의 기독교적 양육, 애국적 시각, 군 복무를 강조했다. 그는 "우리에게는 이제 유대인으로 낙인찍히고 일반적인 경멸에 노출되는 것이 일종의 정신적 죽음입니다."라고 썼다. 그는 자신의 연대 본부에서 부관으로 일했고 나중에 1934년부터 1939년까지 히틀러의 개인 부관으로 일했던 프리츠 비데만의 도움을 받았다. 비데만은 역시 전쟁 참전 용사였던 국가수상부의 수장인 한스 하인리히 람머스에게 개입할 수 있었다.
히틀러는 헤스의 청원을 거부했지만, 몇 가지 양보는 이루어졌다. 헤스는 비록 감액되었지만 연금을 계속 받을 수 있었고, 유대인임을 나타내는 중간 이름 "이스라엘"을 채택해야 하는 의무에서 면제되었으며, 붉은 "J"가 찍히지 않은 새 여권을 얻을 수 있어 해외 여행이 가능했다. 이는 당시 유대인들이 더 이상 누리지 못하던 특권이었다.

## 독일로의 귀환

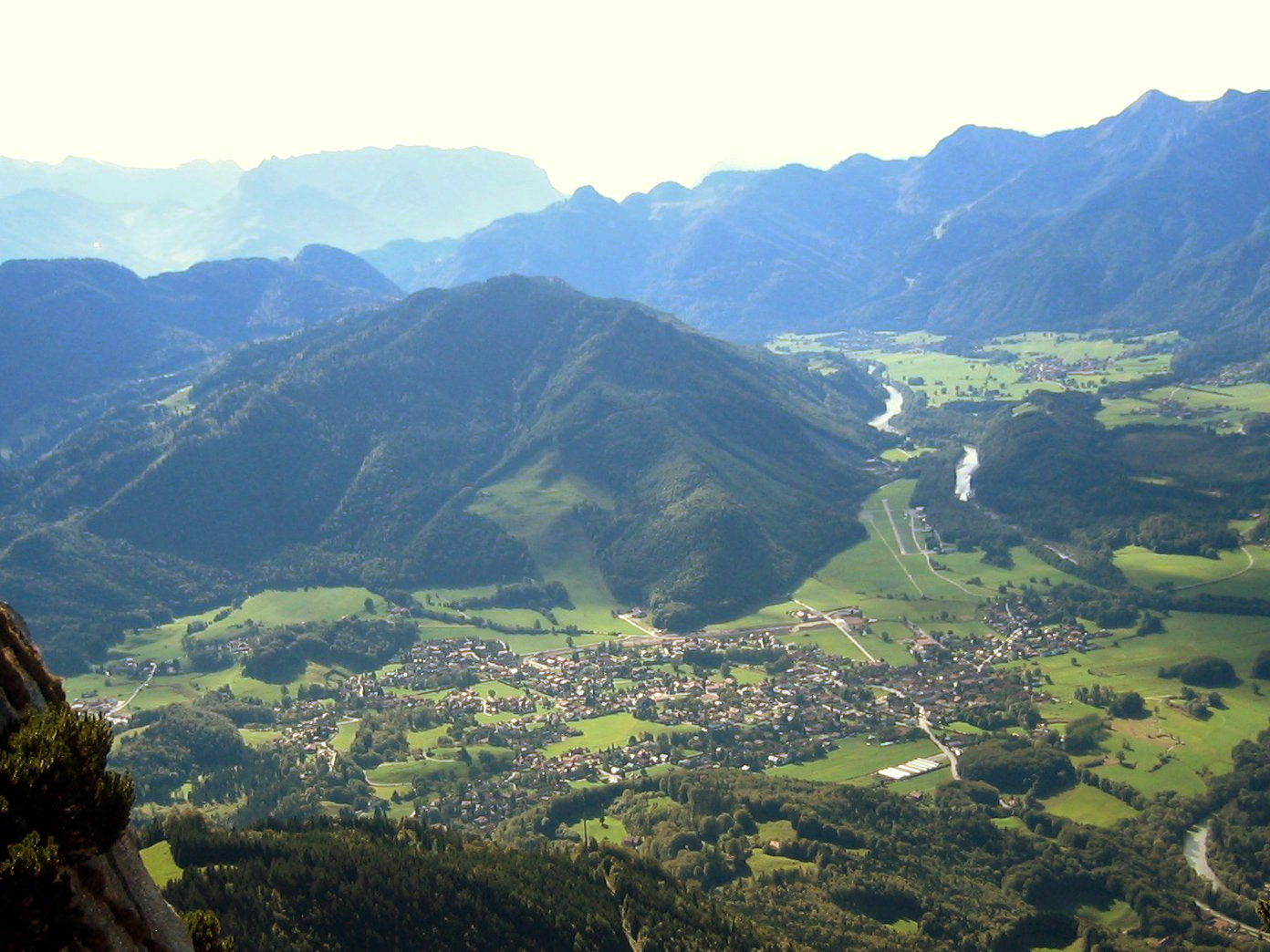
이탈리아에서 돌아온 후 헤스와 그의 가족이 살았던 바이에른의 운터뵈센

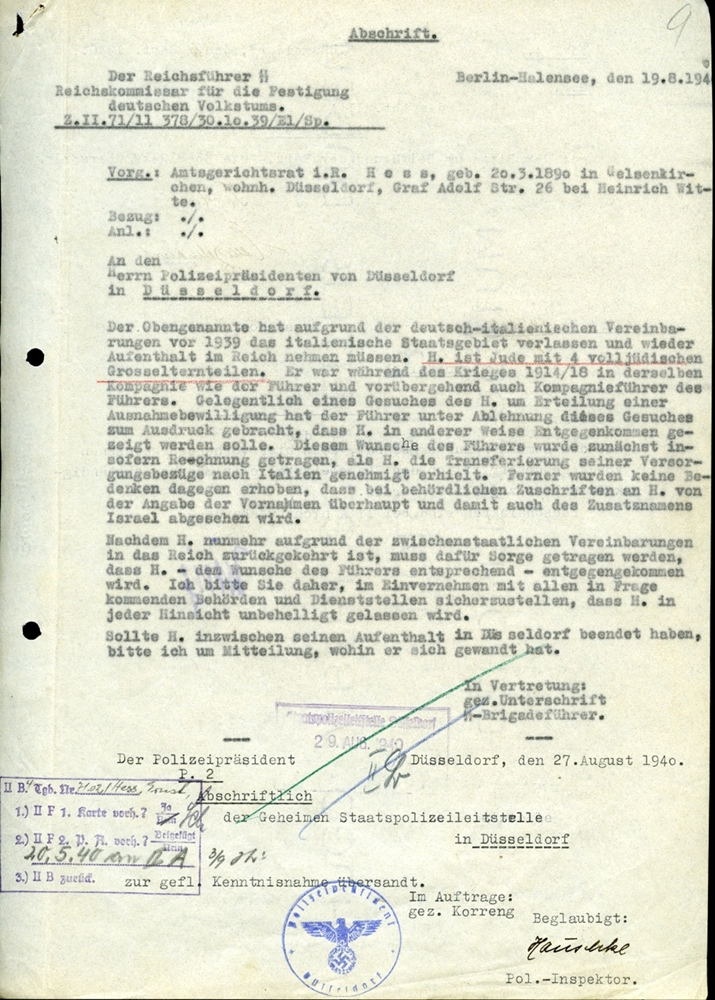
1940년 8월 27일, 하인리히 힘러가 에른스트 모리츠 헤스에 대해 그를 괴롭히지 말라고 요청한 편지

1939년 10월, 히틀러와 베니토 무솔리니는 남티롤 선택 협정을 체결하여 남티롤의 독일어 사용 인구에게 완전한 이탈리아화(독일어와 개인 이름까지 포기) 또는 나치 독일로의 이주 중 하나를 선택하도록 했다. 그 결과 헤스와 그의 가족은 독일로 돌아와야만 했다. 스위스나 브라질로 이주하려는 시도는 실패했고, 그들은 잠시 뒤셀도르프로 돌아간 후 바이에른 최남동쪽 트라운슈타인군의 작은 마을인 운터뵈센에 재정착했는데, 그곳에서 그의 딸은 지역 김나지움이자 기숙학교인 란트슐하임 마르콰르트슈타인에 다녔다.
비데만과 람머스는 헤스가 해를 입지 않을 것이라고 확신시켰다. 1940년 8월, SS전국지도자 하인리히 힘러는 뒤셀도르프 게슈타포에 헤스를 "어떤 식으로든 괴롭히지 말라"는 명령서를 보냈다. 헤스가 "총통과 같은 중대에 있었고 잠시 총통의 중대장이었다"는 점을 언급하며, 힘러는 헤스에게 "총통의 뜻에 따라 구호와 보호"를 부여해야 한다고 지시했으며, 헤스가 뒤셀도르프를 떠날 경우 자신에게 알려달라고 요청했다. 람머스는 1940년 11월 후속 편지를 보내 헤스에게 "그러나 당신이 조상 때문에 법적으로 요구되는 것 이상으로 어떠한 추가 제한도 받지 않아야 한다는 것이 총통의 바람입니다."라고 알렸다. 람머스는 헤스에게 이 편지를 보호를 위해 사용하라고 명시적으로 알렸다: "나는 필요하다면 당신의 보호를 위해 이 편지를 드립니다."
히틀러 자신이 헤스에게 보호를 제공하는 데 어떤 역할을 했는지는 불분명하다. 히틀러의 개인적인 보호를 받은 유대인 사례로는 히틀러가 "귀족 유대인(Edeljude)"이라고 불렀던 그의 옛 가족 주치의 에두아르트 블로흐가 알려져 있다. 히틀러는 자신의 연대 다른 참전 용사들과 매우 가깝게 느꼈던 것으로 알려져 있다. 『히틀러의 첫 전쟁: 아돌프 히틀러, 리스트 연대의 병사들, 그리고 제1차 세계 대전』의 저자인 토마스 베버는 두 사람이 솜 전투에서 단 하루 차이로 부상을 입었고, 처음에는 같은 곳에서 치료를 받은 후 독일의 같은 병원으로 함께 이송되었을 수 있으므로 히틀러가 헤스를 개인적으로 알고 있었을 가능성이 있다고 말했다. 그러나 베버는 보호 서한이 히틀러의 지식 없이 비데만에 의해 조직되었을 수 있다고 경고한다. "그는 다른 유대인 병사 관련 사건에서도 같은 일을 했기 때문이다." 힘러의 편지는 2012년이 되어서야 독일의 유대인 변호사 및 판사에 대한 살아남은 게슈타포 파일에서 발견되었다. 이 편지는 2012년 7월季간지 『독일의 유대인 목소리』에 공개되었으며, 헤스의 딸 우르술라에 의해 확인되었다.

## 보호 상실과 노예화
헤스가 누렸던 보호는 박해로부터의 일시적인 유예에 불과했다. 헤스의 친구 비데만은 히틀러에 의해 해임되어 사실상 샌프란시스코 총영사로 유배되었다. 1941년 5월, 헤스는 보호 명령이 철회되었으며 이제 "다른 유대인과 다를 바 없는 유대인"으로 간주된다는 통보를 받았다. 베를린에 대한 청원은 성공하지 못했고, 1941년 6월 그는 뮌헨의 "아리안화 사무소"로 소환되었다. 람머스의 보호 서한은 그에게서 회수되었고 그는 뮌헨 근처의 밀베르츠호펜 강제 수용소로 보내져 노동자로 일하게 되었다. 그는 이후 뮌헨의 L. 에렌구트 회사와 나중에는 배관공 게오르크 그라우에게 배정되어 1945년 4월 20일까지 강제 노동자로 일했다. 그의 아내 마르가레테는 운터뵈센에 남아 부모님과 함께 살았지만, 그의 십대 딸 우르술라는 뮌헨의 전기 회사에서 일해야 했다.
헤스의 유대인 어머니 엘리자베스와 여동생 베르타는 그가 받은 보호가 자신들에게도 적용된다고 믿었다. 그 결과, 그들은 유대인에게 부과된 제한을 따르지 않았다. 그러나 1942년 그들의 사건이 재검토되었을 때, SS국가보안본부의 아돌프 아이히만은 직접 그들을 체코슬로바키아의 테레지엔슈타트 강제 수용소로 추방하라고 명령했다. 베르타는 이후 아우슈비츠에서 살해당했고, 엘리자베스는 1945년 2월 스위스로 탈출하는 데 성공했다. 그녀는 나중에 아들 파울과 함께 브라질로 이민을 갔다. 헤스 자신은 마르가레테와의 "특권적인 혼혈 결혼" 덕분에 살아남았다.

## 전후 경력
나치 독일의 패망 후, 헤스는 뒤셀도르프에서 다시 판사로 일하라는 제안을 받았지만, 나치 사법 시스템의 일부였던 옛 동료들과 함께 일하고 싶지 않다며 거절했다. 그는 1946년 철도 분야에서 새로운 경력을 시작했으며, 1949년부터 1955년까지 프랑크푸르트암마인에서 독일연방철도청장을 역임했다. 그는 독일연방공화국 공로장 대십자장을 수여받았고, 1970년 프랑크푸르트 시로부터 명예패를 받았다. 그는 1983년 9월 14일 그곳에서 사망했다.

## 내용주
1. ↑  에른스트의 외조부모 4명 모두 유대인이었으므로 율리우스 헤스 또한 유대인 혈통이었고, 개종했거나 기독교인으로 자랐던 것으로 보인다. 그러나 출처에는 명확히 언급되어 있지 않다.